# Port Allen
Port Allen is een plaats (city) in de Amerikaanse staat Louisiana, en valt bestuurlijk gezien onder West Baton Rouge Parish.

## Demografie
Bij de volkstelling in 2000 werd het aantal inwoners vastgesteld op 5278.
In 2006 is het aantal inwoners door het United States Census Bureau geschat op 5168, een daling van 110 (-2.1%).

## Geografie
Volgens het United States Census Bureau beslaat de plaats een oppervlakte van
6,8 km², waarvan 5,5 km² land en 1,3 km² water.

## Plaatsen in de nabije omgeving
De onderstaande figuur toont nabijgelegen plaatsen in een straal van 16 km rond Port Allen.